# Turkiska alfabetet

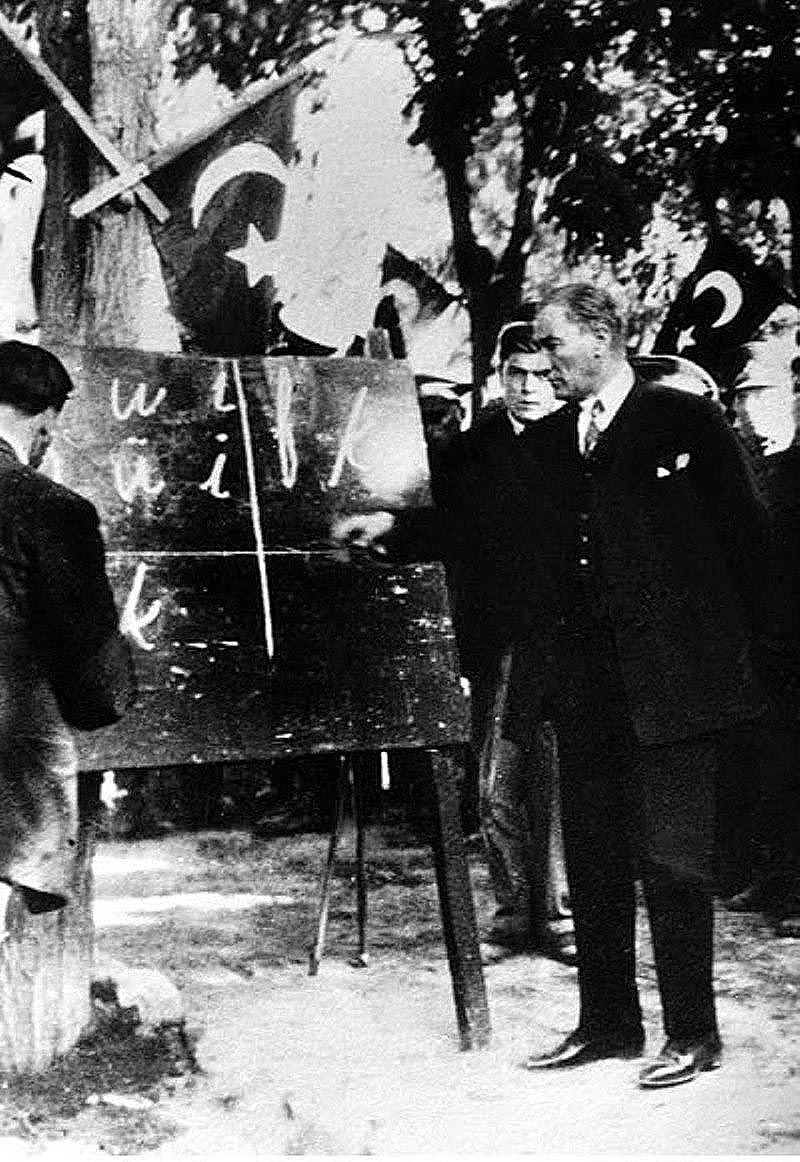
Atatürk introducerar det nya turkiska alfabetet för folket i Kayseri den 20 september 1928.

Det turkiska alfabetet är en variant av det latinska alfabetet som används vid skrivning av turkiska, och består av 29 bokstäver. Det ersatte, på initiativ av Turkiets förste president, Kemal Atatürk, år 1928 det arabiska alfabetet som tidigare använts för den äldre, osmanska turkiskan.
Utöver det latinska standardalfabetet finns bokstäverna ç, ğ, ı (som versalt motsvaras av 'I'), İ (som gement motsvaras av 'i'), ş, ö och ü. Vidare ingår inte q, w och x i alfabetet men används i stavningen av namn på andra språk. 
Bokstaven Ç hämtades från det albanska alfabetet, Ş från det rumänska, Ü från det tyska och Ö från det svenska alfabetet, delvis på grund av de diplomatiska relationerna länderna emellan och då den svenske översättaren från ambassaden (numera konsulatet) i Istanbul blev invald i kommittén för skapandet av det nya alfabetet. Den direkta anledningen till valet av bokstaven Ö lär ha varit att kommittén kommit fram till ett arabiskt tecken, som man inte kunde finna någon bra motsvarighet till i engelska alfabetet. Svensken, som antas ha varit Johannes Kolmodin, föreslog då Ö, vilket accepterades.

## Alfabetet
A, B, C, Ç, D, E, F, G, Ğ, H, I, İ, J, K, L, M, N, O, Ö, P, R, S, Ş, T, U, Ü, V, Y, Z

## Tabell
| Bokstav | Ljudvärde (IPA) | Motsvarighet                                     | Kommentar                                     |
| ------- | --------------- | ------------------------------------------------ | --------------------------------------------- |
| A a     | [ɑ]             | a i lat                                          |                                               |
| B b     | [b]             | b i båt                                          |                                               |
| C c     | [ʤ]             | engelskt j i jam                                 |                                               |
| Ç ç     | [ʧ]             | ttj i lattjo                                     |                                               |
| D d     | [d]             | d i död                                          |                                               |
| E e     | [e] eller [ɛ]   | e i hem                                          |                                               |
| F f     | [f]             | f i fisk                                         |                                               |
| G g     | [g]             | g i gå                                           |                                               |
| Ğ ğ     | [j] eller [ʀ]   | j i jag eller som skånskt/franskt uvulart r      | uttalas endast ibland (främst mellan vokaler) |
| H h     | [h]             | h i hatt                                         |                                               |
| I ı     | [ɯ]             | nästan som u i brunn eller som ljust i           |                                               |
| İ i     | [i]             | i                                                |                                               |
| J j     | [ʒ]             | tonande sje-ljud som franskt j i jour            |                                               |
| K k     | [k]             | k i kummin                                       |                                               |
| L l     | [l]             | l i liv                                          |                                               |
| M m     | [m]             | m i mat                                          |                                               |
| N n     | [n]             | n i näsa                                         |                                               |
| O o     | [o]             | å i svål                                         |                                               |
| Ö ö     | [ø] eller [œ]   | ö i mjöl eller i kött                            |                                               |
| P p     | [p]             | p i palsternacka                                 |                                               |
| R r     | [r]             | tungspets-r i rädisa                             |                                               |
| S s     | [s]             | s i sova                                         |                                               |
| Ş ş     | [ʃ]             | främre sje-ljud som i äsch, uppsvenska rs i fors |                                               |
| T t     | [t]             | t i tätting                                      |                                               |
| U u     | [u]             | o i bonde                                        |                                               |
| Ü ü     | [y]             | y i yla                                          |                                               |
| V v     | [v]             | v i väder                                        |                                               |
| Y y     | [j]             | j i jag                                          |                                               |
| Z z     | [z]             | tonande s som z i engelska zone                  |                                               |